# Kallis Bengtsson
Kallis Bengtsson, född 22 december 1969 i Visby, Gotlands län, är en svensk dragspelare och pianist. Han började spela dragspel vid fyra års ålder och lärde sig snabbt många melodier på gehör. Studierna började hemma i Visby, först med fadern Eric som lärare och från nio års ålder med Dolle Muthas som privatlärare.

## Biografi
Vid 19 års ålder flyttade han från Gotland för att studera musik på heltid. Först blev det två år vid Kävesta folkhögskola. Där studerade han piano för Stefan Lindgren, en av Sveriges främsta konsertpianister. Studierna fortsatte vid Musikhögskolan i Arvika där han tog sitt lärardiplom 1995 som dragspel- och pianolärare. Bengtssons studier avslutades i USA där han tog sitt solistdiplom på dragspel.
Bengtsson har under sin karriär tilldelats flera stipendier och utmärkelser, bland annat Andrew Walters stipendium, Årets Dragspelare 2011 och Västra Götalands Kulturstipendium 2013.
Han ger regelbundet solo- och kammarmusikkonserter i Sverige, Europa och USA. Som kammarmusiker tillsammans med Mikael Simlund från Göteborgsoperan eller den danske cellisten Per Boesen, som har ett förflutet från bl.a.Göteborgssymfonikerna. 
Sommaren 2004 gjorde Bengtsson en turné i svenska kyrkor under namnet Accordeonafton, klassisk musik framförd på dragspel. Denna turné blev en succé och har fått en fortsättning varje sommar sedan dess.
Bengtsson har medverkat på flera radio och skivinspelningar både som solist och kammarmusiker. Den senaste soloskivan släpptes juli 2009 och under 2014 kommer han att spela in en ny skiva med klassisk musik.
Bengtsson har omarbetat flera stora klassiska verk för dragspel. Bachs Toccata & Fuga i d-moll, Griegs Holbergsvit, Vivaldis fyra årstiderna som även spelades in vid uruppförandet i Visby domkyrka av Sveriges Radio.
Bengtsson har samarbetat med flera kompositörer som skrivit verk till honom, senaste solostycket var en sonat för dragspel av Mikael Landberg som Bengtsson uruppförde på Gustafsberg utanför Uddevalla. Hösten 2013 var Bengtsson med och uruppförde ett nytt stycke för pianokvartett och accordeon av Bo Wiklund i Göteborg, en konsert som spelades in av Sveriges Radio P2 och har sänts i P2 Live. 
Under 2013 blev det även en turné i Mexiko. Under november månad framförde Bengtsson åtta konserter i kyrkor och andra konsertlokaler i staden Querétaro, förutom solokonserter var han även solist i Bachs g-moll konsert tillsammans med Symfoniorkestern i Querétaro.
I maj 2014 var han solist i Bachs femte Brandenburgkonsert som framfördes i Trosa kyrka och Klara kyrka i Stockholm tillsammans med orkester ARTE.
Sommaren 2014 genomförde Bengtsson en jubileumsturné i Sverige, "10 år med Dragspelsmagi". 

## Utmärkelser & stipendier
- Västra Götalands Kulturstipendium 2013
- Årets Dragspelare i Sverige 2011
- Hedersmedlem i Project Save The Earth 2011
- Månadens Artist Frosinisällskapet Juli 2009
- Göteborgs Stads Kulturstipendium 2008
- Arvika Kommun Kulturstipendium 1995
- Andrew Walter Stipendiet 1992
- Musik Pelles Stipendium 1991
- Musikaliska Sällskapets Premium 1981

## Diskografi
- Kallis Bengtsson, Kallis Bengtsson spelar Zolotariov, Grieg och Bach, GADA0905, 2009
- En Bälg&En Stråke, En Bälg&En Stråke, GADA0705, 2007
- Kallis Bengtsson, Accordeon, SR06, 2006
- Cirkus Sol, En Clown, En Direktör Och Jag, BTM-OMG0605, 2006
- Cirkus Sol, Bra, OMG0501, 2004
- Cirkus Sol, Som Björnbär och kastanj, Cirkus 1, 2004